# Der Zigeunerbaron

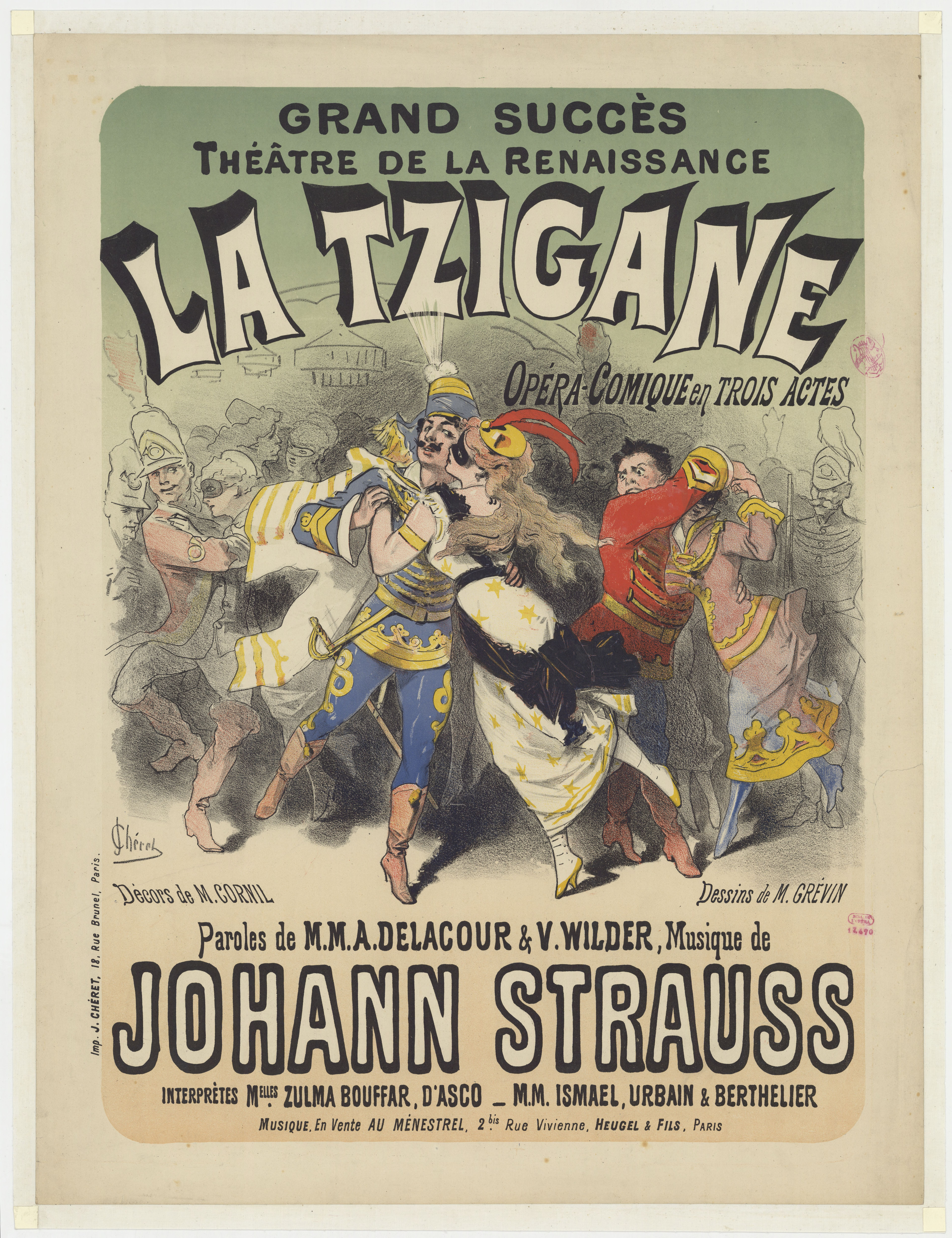
Affiche voor een Franse uitvoering van Der Zigeunerbaron

Der Zigeunerbaron is een operette in drie bedrijven van Johann Strauss jr.. Het libretto is geschreven door Ignaz Schnitzer en gebaseerd op de novelle Saffi van Mór Jókai. Op 24 oktober 1885 vond de première plaats in het Theater an der Wien in Wenen. Het bleek, al tijdens Strauss' leven, een populaire operette te zijn, bijna even succesvol als Die Fledermaus.
Het stuk bestaat uit drie akten. Het verhaal, een liefdesgeschiedenis, speelt zich af in Hongarije en Wenen in de 18de eeuw, waarbij een verborgen schat op een vervallen landgoed de rode draad is.

## Verhaal
De pasja van Temesvár is na een verloren veldslag gevlucht uit Transsylvanië en heeft zijn jonge dochter Saffi achterlaten bij Czipra, een zigeunerin. Ook de welgestelde familie Barinkay, die bevriend was met de pasja, is gevlucht. Het kasteel van de Barinkays raakt in verval en wordt overgenomen door zigeuners. Een jaar of twintig later keert de jonge Sándor Barinkay, de zoon van de gevluchte kasteelheer, terug naar zijn geboortestreek, onder begeleiding van koninklijk commissaris Carnero. Om het erfgoed van zijn familie terug te krijgen dingt Sándor eerst naar de hand van Arsena, de dochter van zwijnenhoeder Zsupán. Arsena is echter verliefd op Ottokar, de zoon van haar gouvernante Mirabella. Dan ontmoet Sándor Saffi en ze worden verliefd op elkaar. Sándor wordt hierop uitgeroepen tot "baron van de zigeuners". Inmiddels blijkt dat Carnero de echtgenoot is van Mirabella, van wie ze dacht dat hij was gesneuveld in de slag om Belgrado van 1717.
Saffi droomt over een schat die ergens in het kasteel verborgen moet liggen. Samen met Sándor ontdekken ze inderdaad deze schat, die daar vermoedelijk door Sándors vader werd verborgen. Ook commissaris Contero en Zsupán maken echter aanspraak op de schat. Uiteindelijk wordt de schat afgestaan aan het rijk. Inmiddels worden Zsupán en Ottokar door graaf Homonay opgeroepen om mee te vechten in de Oostenrijkse Successieoorlog. Czipra komt met bewijs dat Saffi in werkelijkheid de dochter van de pasja is. Sándor voelt zich nu niet meer waardig genoeg om met Saffi te trouwen en besluit om ook mee te gaan vechten.
Uiteindelijk komen zowel Sándor als Zsupán en Ottokar als winnaars uit de strijd. Sándor wordt in de adelstand verheven en hierdoor is hij alsnog waardig genoeg om met Saffi in het huwelijk te treden. Ook Ottokar en Arsena trouwen met elkaar.

## Belangrijkste rollen
- Graaf Peter Homonay (bariton)
- Conte Carnero, bariton
- Sándor Barinkay, een jonge emigrant (tenor)
- Kálmán Zsupán, een rijke varkensboer
- Arsena, zijn dochter (sopraan)
- Mirabella, (mezzosopraan)
- Ottokar, haar zoon
- Czipra, oude zigeunerin (alt)
- Saffi, zigeunermeisje (sopraan)

## Bekende melodieën
- Ja, das Schreiben und das Lesen
- Als flotter Geist
- Wer uns getraut
- So elend und so treu
- Schatzwalzer
- Einzugsmarsch